# الدوري الجنوبي لكرة القدم 1908–09
الدوري الجنوبي لكرة القدم 1908–09 (بالإنجليزية: 1908–09 Southern Football League)‏ هو موسم من الدوري الجنوبي الممتاز. فاز فيه نورثهامبتون تاون.